# Sani Bečirovič
Sani Bečirovič (Maribor, 19 maggio 1981) è un ex cestista, allenatore di pallacanestro e dirigente sportivo sloveno naturalizzato italiano per matrimonio dal 2005.
Soprannominato Sani Boy, è alto 196 cm per circa 90 kg e giocava nel ruolo di guardia tiratrice, ma era in grado di ricoprire anche il ruolo di playmaker.

## Biografia
Il padre Mehmed è un allenatore: in Italia ha guidato Rimini nella stagione 2004-05.

## Carriera

### Club

Bečirovič durante un Virtus-Žalgiris di Eurolega

Inizia la sua carriera professionistica giocando nella squadra slovena del Pivovarna Laško (dal 1997 al 1999) per poi trasferirsi all'Olimpia Lubiana, dove nelle due stagioni successive conquista due coppe di Slovenia. Il grande talento e l'intelligenza cestistica del giovane giocatore vengono notate, tanto che Sani viene inserito nelle liste del Draft NBA.
Nel 2001 viene tesserato dalla Virtus Bologna, squadra con la quale debutta in serie A il 22 settembre 2001, nella vittoria 61-54 contro Cantù. Nello stesso anno la Virtus (sponsorizzata Kinder) conquista il secondo posto in Eurolega (sconfitta in finale dal Panathinaikos).
Nella stagione successiva cominciano i guai per il giovane sloveno; prima i seri problemi fisici alle ginocchia che lo costringono a più di un anno di inattività, successivamente quelli finanziari della squadra bolognese (fu proprio il cosiddetto lodo Bečirovič a costare alla Virtus l'esclusione per un anno dalla Federazione Italiana Pallacanestro e dai campionati). Sempre nel 2003 viene scelto dai Denver Nuggets: nonostante ciò rimane in Europa, al Krka Novo mesto. Nel 2004 ritorna in Italia, per giocare nelle file di Varese.
Nella stagione 2005-06 veste la maglia dell'altra squadra bolognese, la Fortitudo, conquistando la finale scudetto (persa contro la Benetton Treviso) e dimostrandosi un elemento decisivo per la squadra.
La stagione seguente si trasferisce in Grecia, al Panathinaikos, squadra con la quale gioca due stagioni vincendo un'Eurolega e due campionati greci
Il 4 luglio 2008 torna ufficialmente in Italia firmando un triennale con la Lottomatica Roma, dove resta una sola stagione, tornando, nel settembre 2009 all'Olimpia Lubiana.
Il 15 gennaio 2010 torna ancora una volta in Italia, firmando per l'Olimpia Milano.
Il 13 aprile 2013, dopo aver vinto il titolo nel campionato iraniano con il Petrochimi, il presidente della Dinamo Sassari, Stefano Sardara, pubblica sul suo account Facebook una frase di benvenuto, annunciando il ritorno in Italia, con la maglia bianco-blu: ".....scusate quasi dimenticavo.....welcome Sani....we believe!!";
poco dopo il presidente conferma telefonicamente l'ingaggio del giocatore.
Il 6 agosto 2013 torna a giocare in Iran firmando per il Foolad Mahan Sport Club, con il quale partecipa e vince la Asia Champions Cup.
Il 10 dicembre torna a giocare nel Krka Novo mesto, squadra slovena che partecipa, oltre al campionato nazionale, alla Lega Adriatica e all'EuroChallenge. In questa stagione vince sia il campionato che la coppa nazionale.
Nel mese di agosto 2014 torna in Italia per vestire la casacca della Fulgor Libertas Forlì in Serie A2 Gold, ma i mancati pagamenti da parte della società (che sarà poi esclusa dal campionato da parte della Federazione) lo inducono a lasciare la squadra dopo sole 6 partite.
Il 4 gennaio 2015 raggiunge un accordo biennale con la Pallacanestro Piacentina. Tuttavia il 26 marzo viene comunicata la rescissione del contratto in essere.

### Nazionale
Con la nazionale slovena Bečirovič ha partecipato all'EuroBasket 1999, a quello del 2001 e a quello del 2005, giocato in Serbia, al termine del quale ha guadagnato il titolo di miglior marcatore. Nel 2006 ha preso parte ai Mondiali in Giappone. Tuttavia non ha brillato e la sua nazionale è uscita agli ottavi.

## Palmarès

### Competizioni nazionali
- Campionato sloveno: 2

Union Olimpija: 2000-01
Krka Novo mesto: 2013-14
- Campionato greco: 2

Panathinaikos: 2006-07, 2007-08
- Campionato russo: 1

CSKA Mosca: 2010-11
- Coppa di Slovenia: 3

Union Olimpija: 1999, 2000, 2001
Krka Novo mesto: 2014
- Coppa Italia: 1

Virtus Bologna: 2002
- Supercoppa italiana: 1

Fortitudo Bologna: 2005
- Coppa di Grecia: 2

Panathinaikos:	2006-07, 2007-08
- Campionato iraniano: 1

Petrochimi Bandar Imam BC: 2012-13

### Competizioni internazionali
- Eurolega: 1

Panathinaikos: 2006-07
- FIBA Asia Champions Cup: 1

Foolad Mahan Sepahan: 2013